# Plectrura
Plectrura – rodzaj chrząszczy z rodziny kózkowatych i podrodziny zgrzypikowych.

## Zasięg występowania
Przedstawiciele tego rodzaju występują w Azji Wschodniej oraz północno-zachodniej części Ameryki Północnej.

## Systematyka
Do Plectrura należą 2 gatunki i 2 podrodzaje:
- Podrodzaj: Phlyctidola Bates, 1884
  - Plectrura metallica
- Podrodzaj: Plectrura Mannerheim, 1852 
  - Plectrura spinicauda